# Johan Sjunnesson
Johan Sigfrid Sjunnesson, född 20 juli 1881 i Våxtorps socken, död 23 december 1973 i Fåglasång, Våxtorps socken, var en svensk lantbrukare och fotograf.
Johan Sjunnesson var född i Våxtorps socken, där han övertog föräldrahemmet som lantbrukare. Han var känd som kommunalman och auktionsförrättare i hemtrakten. Sjunnesson lärde sig fotografera genom att läsa instruktionsböcker och genom kontakt med yrkesfotografer. Han kom att resa runt i bygderna och fotografera gårdar, familjer och folkliga tillställningar; hans bilder blev ofta införda i tidningar som Sydhalland, Engelholms Tidning och Såningsmannen.